# Leihoek
Leihoek is een buurtschap in de gemeente Schagen, in de Nederlandse provincie Noord-Holland.
Leihoek ligt in de hoek van het oude stroomgat Zijpe, het ligt net buiten het dorp Petten. Leihoek is de enige overgebleven buurtschap die niet opgegaan is in het dorp Petten. In de archieven valt te lezen dat in 1840 in de buurtschap twee huizen stonden en er zes mensen woonden. Tegenwoordig zijn het er nauwelijks meer.

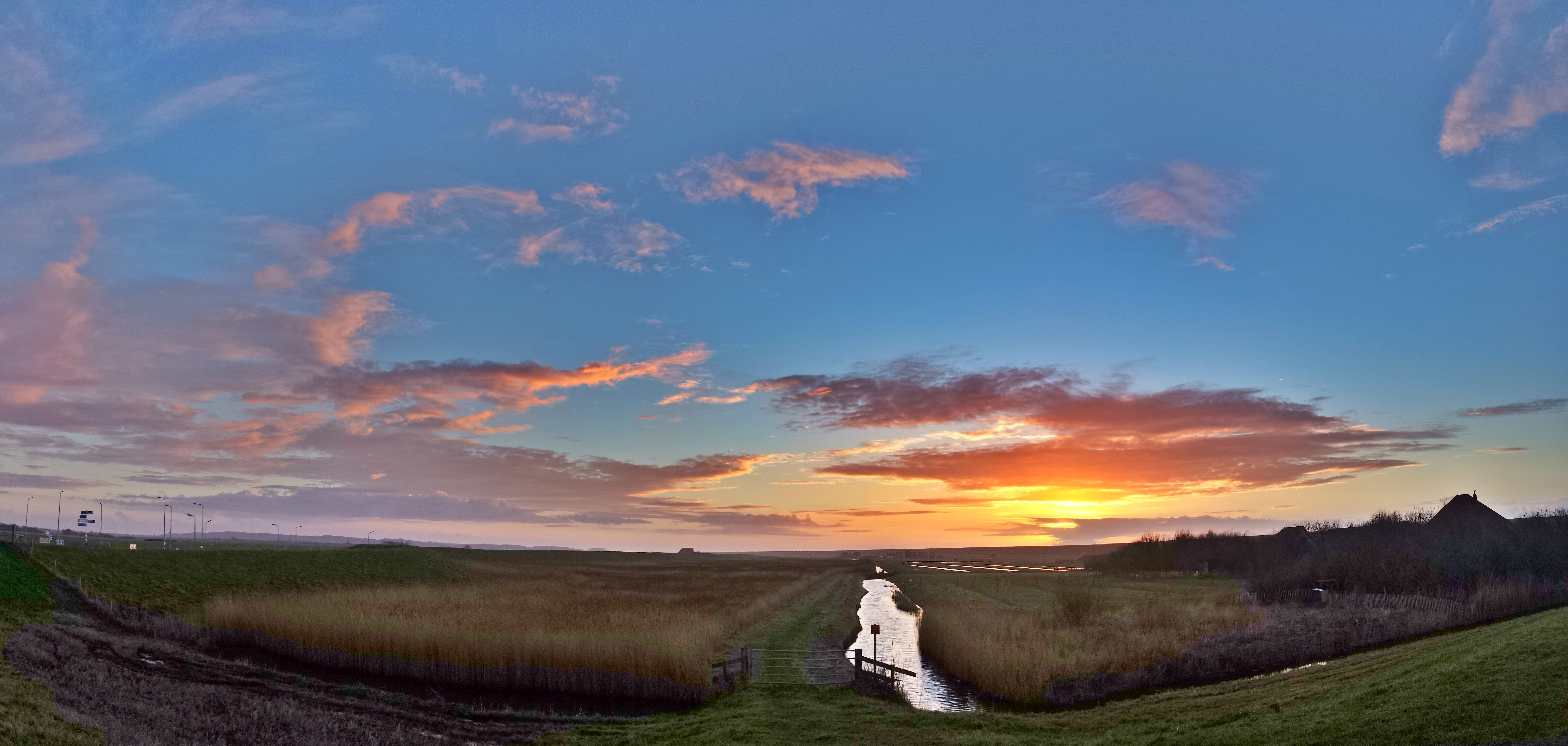
Overzicht van Leihoek gezien vanaf de wijk Nolmerban kijkend richting de Dijk achter Leihoek.

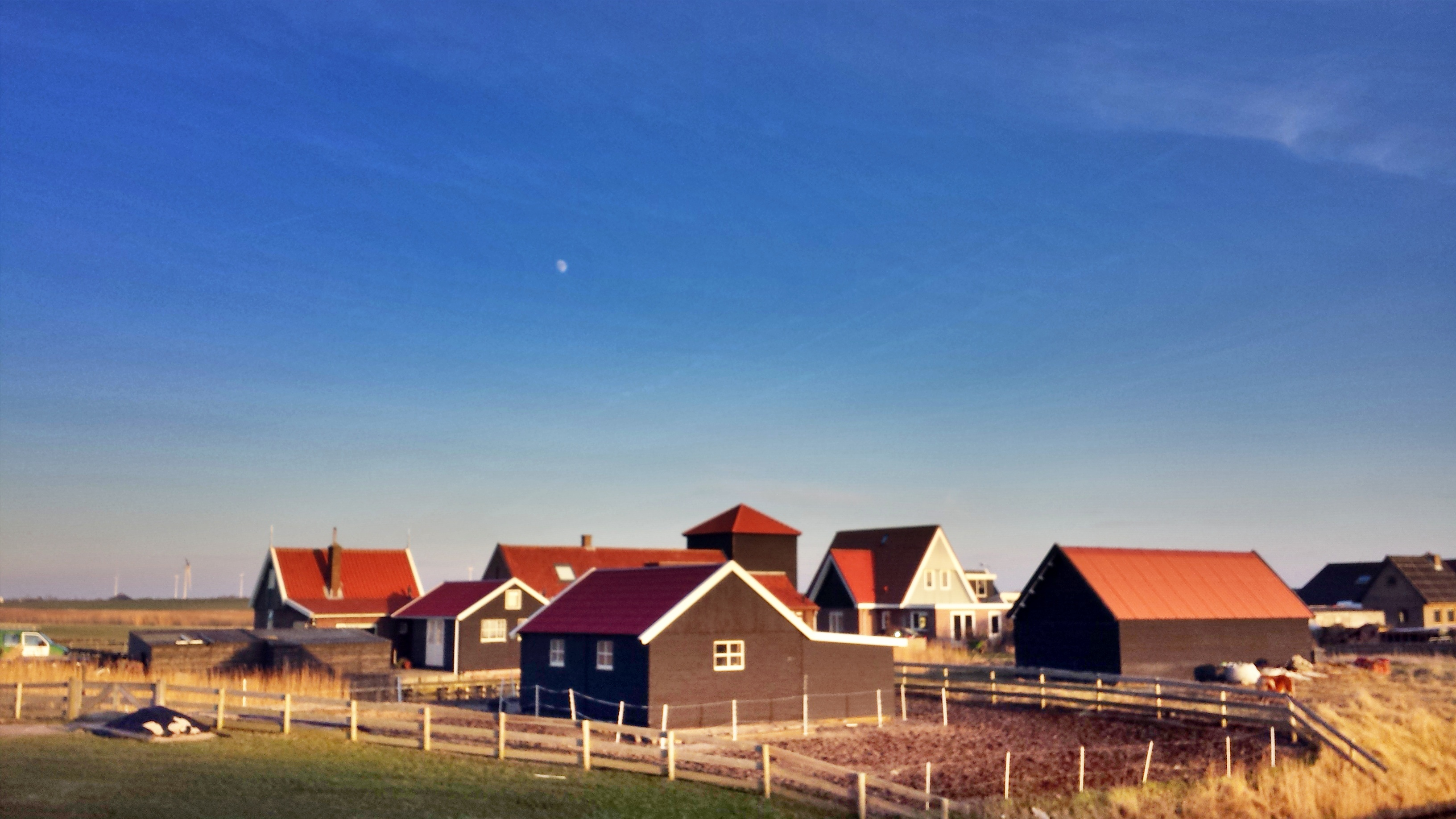
De Leihoek telt weinig bebouwing, het grenst aan de dijk en ligt pal achter de Noordzee

Het gebied om de buurtschap is bekend van de schapen die er tussen de paar overgebleven wielen grazen, en op Oud Schoorlsezeedijk. Het grotere wielengebied aan het eind van Polder Q is een natuurgebied, genaamd Abtskolk.
Burgerbrug · Burgervlotbrug · Callantsoog · Dirkshorn · Eenigenburg · Groenveld · Groote Keeten · Krabbendam · Oudesluis · Petten · 't Rijpje · Schagen · Schagerbrug · Schoorldam (deels) · Sint Maarten · Sint Maartensbrug · Sint Maartensvlotbrug · Stroet · Tjallewal · Tolke (deels) · Tuitjenhorn · Valkkoog · Waarland · Warmenhuizen · 't Zand

Buurtschappen: Abbestede · Avendorp · Bliekenbos · 't Buurtje · De Banne · Burghorn · Cornelissenwerf · Dijkstaal · Grootven · Grotewal · Het Korfwater · De Hale · Hemkewerf · Huiskebuurt · Kalverdijk · Keinse · Keinsmerbrug · Kerkbuurt · Lagedijk · Leihoek · Mennonietenbuurt · Nes · Schagerwaard · Sint Maartenszee · Slootgaard · De Stolpen · Stolpervlotbrug · Vennik (deels) · 't Wad · De Weel (deels) · Woudmeer · Zijbelhuizen · Zijpersluis